# Sebastiàn De La Fuente
Sebastiàn De La Fuente (Buenos Aires, 6 febbraio 1976) è un allenatore di calcio argentino, tecnico del Genoa.

## Carriera
Cognato dell'ex-capitano e dirigente dell'Inter Javer Zanetti (marito di sua sorella Paula), dopo gli inizi nelle serie dilettantistiche maschili nel 2016 è passato al calcio femminile, iniziando come allenatore in seconda dell'Inter Milano, in Serie B. Nella stagione 2018-2019 è diventato allenatore in prima e ha condotto la squadra alla promozione. 
Dopo due anni come allenatore della formazione Primavera nerazzurra, nel 2021 si è trasferito al Como, in Serie B, guidandolo quindi alla promozione in massima serie. 
Il 1° luglio 2023, viene ufficialmente ingaggiato come nuovo tecnico della Fiorentina, in Serie A.
Il 2 luglio 2025, viene ingaggiato come nuovo allenatore del Genoa, neo-promosso in massima serie.

## Statistiche da allenatore
Statistiche aggiornate al 10 maggio 2025. In grassetto le competizioni vinte.

### Calcio femminile
| Stagione          | Squadra           | Campionato        | Campionato | Campionato | Campionato | Campionato | Coppe nazionali | Coppe nazionali | Coppe nazionali | Coppe nazionali | Coppe nazionali | Coppe continentali | Coppe continentali | Coppe continentali | Coppe continentali | Coppe continentali | Altre coppe | Altre coppe | Altre coppe | Altre coppe | Altre coppe | Totale | Totale | Totale | Totale | % Vittorie | Piazzamento |
| Stagione          | Squadra           | Comp              | G          | V          | N          | P          | Comp            | G               | V               | N               | P               | Comp               | G                  | V                  | N                  | P                  | Comp        | G           | V           | N           | P           | G      | V      | N      | P      | %          | Piazzamento |
| ----------------- | ----------------- | ----------------- | ---------- | ---------- | ---------- | ---------- | --------------- | --------------- | --------------- | --------------- | --------------- | ------------------ | ------------------ | ------------------ | ------------------ | ------------------ | ----------- | ----------- | ----------- | ----------- | ----------- | ------ | ------ | ------ | ------ | ---------- | ----------- |
| 2018-2019         | Inter             | B                 | 22         | 21         | 1          | 0          | CI              | 3               | 2               | 0               | 1               | -                  | -                  | -                  | -                  | -                  | -           | -           | -           | -           | -           | 25     | 23     | 1      | 1      | 92,00      | 1º (prom.)  |
| 2021-2022         | Como              | B                 | 26         | 19         | 3          | 4          | CI              | 4               | 1               | 1               | 2               | -                  | -                  | -                  | -                  | -                  | -           | -           | -           | -           | -           | 30     | 20     | 4      | 6      | 66,67      | 1º (prom.)  |
| 2022-2023         | Como              | A                 | 26         | 6          | 7          | 13         | CI              | 2               | 1               | 1               | 0               | -                  | -                  | -                  | -                  | -                  | -           | -           | -           | -           | -           | 28     | 7      | 8      | 13     | 25,00      | 7º          |
| Totale Como       | Totale Como       | Totale Como       | 52         | 25         | 10         | 17         |                 | 6               | 2               | 2               | 2               |                    | -                  | -                  | -                  | -                  |             | -           | -           | -           | -           | 58     | 27     | 12     | 19     | 46,55      |             |
| 2023-2024         | Fiorentina        | A                 | 26         | 12         | 6          | 8          | CI              | 6               | 3               | 3               | 0               | -                  | -                  | -                  | -                  | -                  | -           | -           | -           | -           | -           | 32     | 15     | 9      | 8      | 46,88      | 3º          |
| 2024-2025         | Fiorentina        | A                 | 26         | 12         | 5          | 9          | CI              | 5               | 2               | 1               | 2               | UWCL               | 4                  | 2                  | 0                  | 2                  | SI          | 1           | 0           | 0           | 1           | 36     | 16     | 6      | 14     | 44,44      | 4º          |
| Totale Fiorentina | Totale Fiorentina | Totale Fiorentina | 52         | 24         | 11         | 17         |                 | 11              | 5               | 4               | 2               |                    | 4                  | 2                  | 0                  | 2                  |             | 1           | 0           | 0           | 1           | 68     | 31     | 15     | 22     | 45,59      |             |
| 2025-2026         | Genoa             | A                 | 0          | 0          | 0          | 0          | CI+SAWC         | 0+0             | 0+0             | 0+0             | 0+0             | -                  | -                  | -                  | -                  | -                  | -           | -           | -           | -           | -           | 0      | 0      | 0      | 0      | —          | in corso    |
| Totale carriera   | Totale carriera   | Totale carriera   | 126        | 70         | 22         | 34         |                 | 20              | 9               | 6               | 5               |                    | 4                  | 2                  | 0                  | 2                  |             | 1           | 0           | 0           | 1           | 151    | 81     | 28     | 42     | 53,64      |             |

## Palmarès
- Campionato italiano di Serie B: 2

Inter: 2018-2019
Como: 2021-2022